# Cyclocephala bicolorata
Cyclocephala bicolorata är en skalbaggsart som beskrevs av S. Endrödi 1964. Cyclocephala bicolorata ingår i släktet Cyclocephala och familjen Dynastidae. Inga underarter finns listade i Catalogue of Life.